# EKW C-3603
Le C-3603-1 est un avion d'entraînement, de reconnaissance et d'attaque au sol suisse construit par la Fabrique fédérale d'avions d'Emmen pendant la Seconde Guerre mondiale. Au total, sept versions du C-3603 ont pris l'air, dont certaines ne furent construites qu'en un seul exemplaire tandis que d'autres furent produites à plus de 100 exemplaires.

## Versions

### C-3603
Le C-3603 est la version de base. Seuls 10 exemplaires ont été construits. Ils ont servi dans les Forces aériennes suisses de 1942 à 1952.

### C-3603-1
Version de loin la plus construite, le C-3603-1 a volé en Suisse de 1942 à 1952. 142 exemplaires sont commandés en 1942 et construits. 6 autres avions sont assemblés en 1948 en utilisant les pièces détachées non utilisées. Tout comme la version de base, le C-3603 est un avion dont la mission principale est l'attaque au sol.

### C-3603-1Lastenträger
Le Lastenträger est un avion d'entraînement. Il peut aussi être utilisé pour porter des charges en vue de sauvetages grâce à deux containers largables avec ou sans parachute embarqués sous les ailes. Ils sont principalement utilisés en hiver pour ravitailler les villages bloqués par la neige ou les avalanches. Les 20 exemplaires sont restés en service de 1942 à 1952.

### C-3603-1 Tr
Le C-3603-1 Tr n'a été construit qu'a 2 exemplaires. C'est un avion école qui a servi de 1945 à 1974.

### C-3603-1Schlepp
Le Schlepp est un avion tracteur de cibles pour l'entraînement air-air et air-sol. La Suisse en a acheté 61 exemplaires. Il a été utilisé de 1942 à 1952,,.

### C-3603-1Schlepp-Leucht
Le Schlepp-Leucht est également un avion tracteur de cibles plus spécifiquement destiné à l’entrainement nocturne des serveurs de DCA. les améliorations sont : Ajout de deux réservoirs supplémentaires pour accroitre le temps de vol, équipement "vol de nuit", peinture fluorescente sous les ailes, éclairage par tubes fluorescents de l'intrados et adaptation d'une cible spéciale remorquée à au moins 1.2 km derrière l'avion. Un exemplaire a été construit. Il a servi de 1942 à 1946.

### C-3603-1Firefly
Le Firefly est un avion tracteur de cibles utilisant un treuil anglais utilisable jusqu'à  ~600 km/h et plus de 2000 mètres de câble. Un exemplaire est muni de ce treuil et sert de 1953 à 1955 malgré le handicap du treuil fixé sur le point d'emport des bombes qui, situé loin du fuselage, nécessite l'emport d'un réservoir de 250 litres d'eau de l'autre coté pour équilibrer la charge (et probablement des efforts importants à la direction pour compenser l’asymétrie de la traction). Au bout de deux ans l'appareil est remis en configuration standard.

### Développement lié
- EFW C-3605

### Aéronefs comparables
- Iliouchine Il-2

### Lien Externe
- (en) Photoscope d'un exemplaire conservé au Musée de l'Aviation de Dübendorf